# Stygnocoris rusticus
Stygnocoris rusticus är en insektsart som först beskrevs av Carl Fredrik Fallén 1807. Enligt Catalogue of Life ingår Stygnocoris rusticus i släktet Stygnocoris och familjen Rhyparochromidae, men enligt Dyntaxa är tillhörigheten istället släktet Stygnocoris och familjen fröskinnbaggar. Arten är reproducerande i Sverige. Inga underarter finns listade i Catalogue of Life.